# Rekonstruktionsförfarande
Ett rekonstruktionsförfarande handlar om att hitta lösningar för företag som befinner sig i en tillfällig ekonomisk svacka. Målet är att företaget åter ska bli lönsamt och kan undvika konkurs. Ansökan om företagsrekonstruktion gör man hos närmaste tingsrätt. Om tingsrätten bifaller ansökan, utser den en rekonstruktör, som till exempel kan vara en advokat.